# 共同行動模式
共同行動模式（英語：Shared Action Model）由嘉義長庚醫院精神科主治醫師陳錦宏醫師提出之有關精神心理患者的照護模式。共同行動模式是透過「醫療專業人員」與「精神心理患者之照顧者」彼此長期互相合作，以醫療專業、家庭兩者為互動主體，互相灌注支持能量並攜手成長的長期照護模式；適用於精神心理健康這類須長期照護的疾患，特別是當照顧者必須在患病者的疾病治療過程中扮演某種程度治療者的領域。
共同行動模式起源於嘉義長庚醫院精神科主治醫師同時也是社團法人台灣心動家族兒童青少年關懷協會創辦人陳錦宏在從事注意力不足過動症（ADHD）的臨床醫療過程中發現，照護ADHD的核心困難之一乃ADHD孩子的照護需要其照顧者投注長期的心力，然而通常作為ADHD孩子照護者的孩子父母又往往因為孩子的ADHD症狀對其家庭生活及學校生活所造成的負面影響而有長期負擔，此情形下，不容易長期提供有ADHD的孩子完善的照顧。
陳錦宏遂擴充社團法人台灣心動家族兒童青少年關懷協會的功能，使協會成員涵蓋醫師、心理師、社工師、職能治療師、護理師、特殊教育博士、學校教授、特殊教育老師、醫學、人類學教授及數千個ADHD家庭等，並成立LINE群組讓ADHD照顧者（包含國小班級導師）能及時獲得照顧及專業協助，例如：獲得相關知識、專業能力訓練，以及情感等相關支持系統的供應。
共同行動模式幫助不少長期承擔壓力的照護者獲得即時的支援。陳醫師表示，共同行動模式的照護模式有六個特點—「全面性、專業性、支持性、連續性、長久性、共同參與性」。
共同行動模式已逐漸在國際上廣為人知。

## 來源
1. 1 2 3  台灣英文新聞. . 台灣英文新聞. 2018-08-17  [2018-08-19]. （原始内容存档于2018-08-19） （中文）.
2. 1 2  Lee, Pei-chin; Niew, Wern-ing; Yang, Hao-jan; Chen, Vincent Chin-hung; Lin, Keh-chung. . Research in Developmental Disabilities (Elsevier BV). 2012, 33 (6): 2040–2049. ISSN 0891-4222. doi:10.1016/j.ridd.2012.05.011.
3. ↑  Vincent Chin-Hung Chen, Duujian Tsai. . International Journal of Child. Development and Mental Health. 2013-9, 2 (1): 21-29  [2018-08-30]. （原始内容存档于2018-08-30）.
4. ↑  吳亮儀. . 自由時報電子報. 2018-08-18  [2018-08-19]. （原始内容存档于2018-08-18） （中文）.
5. ↑  林周義. . 中時電子報. 2018-08-17  [2018-08-19]. （原始内容存档于2018-08-19） （中文）.
6. ↑  . The World Dignity Project Bulletin - August 2019 issue.   [2019-08-11]. （原始内容存档于2019-08-11）.

## 外部來源
- 陳錦宏. . 社團法人台灣心動家族兒童青少年關懷協會 – 注意力不足過動症的小孩正需要你們更多的關懷與耐心的協助。. 2018-08-26  [2018-08-31]. （原始内容存档于2018-09-07） （中文）.